# Pronome personale in italiano
I pronomi personali sono pronomi che rappresentano, in funzione deittica, la persona che parla, la persona che ascolta oppure la persona, l'animale o la cosa di cui si parla, senza specificarne o ripeterne il nome.
Io sono pronto per la partenza, tu no;
Abbiamo discusso con loro dei risultati elettorali.

## Forme dei pronomi personali
I pronomi personali in italiano per la funzione soggetto sono i seguenti:
- io (singolare) e noi (plurale) indicano la persona che parla o il gruppo di persone cui appartiene chi parla (prima persona);
- tu (singolare) e voi (plurale) indicano la persona o le persone cui ci si rivolge (seconda persona);
- lui, lei, egli, ella, esso, essa (singolari) e loro, essi, esse (plurali) indicano la persona o le persone di cui si parla (terza persona).

Le forme originarie egli, ella, esso, essa, essi ed esse, un tempo di uso generale, sono ora spesso sostituite, variabilmente, dalle forme lui, lei e loro, soprattutto nella lingua parlata ma anche in molti ambiti della lingua scritta.
I pronomi personali hanno la forma diversa, secondo la persona, il numero, il genere e la funzione. Tale funzione può essere di pronomi personali soggetto o di pronomi personali complemento. I pronomi di alcune persone variano di forma a seconda che l'oggetto sia diretto o indiretto. I pronomi personali usati come complemento hanno due forme:
- forma forte o tonica;
- forma debole o atona.

| persona      | persona      | forma tonica | forma tonica | forma atona | forma atona           | forma atona                  | forma atona | forma atona    | forma atona    |
| persona      | persona      | soggetto     | oggetto      | oggetto     | termine               | d'agente e di specificazione | indiretto   | stato in luogo | allontanamento |
| ------------ | ------------ | ------------ | ------------ | ----------- | --------------------- | ---------------------------- | ----------- | -------------- | -------------- |
| 1ª singolare | 1ª singolare | io           | me           | mi          | mi [me]               | -                            | -           | -              | -              |
| 2ª singolare | 2ª singolare | tu           | te           | ti          | ti [te]               | -                            | -           | -              | -              |
| 3ª singolare | maschile     | egli / esso  | lui (sé)     | lo (si)     | gli [glie-] (si [se]) | ne                           | -           | -              | -              |
| 3ª singolare | femminile    | ella / essa  | lei (sé)     | la (si)     | le [glie-] (si [se])  | ne                           | -           | -              | -              |
| ciò, questo  | ciò, questo  |              | -            | lo          | ci - vi               | ne (ci - vi)                 | ci - vi     | ci - vi        | ne             |
| 1ª plurale   | 1ª plurale   | noi          | noi          | ci          | ci [ce]               | -                            | -           | -              | -              |
| 2ª plurale   | 2ª plurale   | voi          | voi          | vi          | vi [ve]               | -                            | -           | -              | -              |
| 3ª plurale   | maschile     | essi         | loro (sé)    | li (si)     | (si [se])             | ne                           | -           | -              | -              |
| 3ª plurale   | femminile    | esse         | loro (sé)    | le (si)     | (si [se])             | ne                           | -           | -              | -              |

## Pronomi personali soggetto
I pronomi personali soggetto indicano la persona che è protagonista dell'azione o che effettua la comunicazione.
Egli mi rispose che non dovevo temere alcunché.
In italiano il pronome personale soggetto è spesso sottinteso, essendo ridondante. Per questa caratteristica l'italiano è una lingua che i linguisti definiscono "a soggetto nullo", in contrapposizione alle lingue a soggetto obbligatorio (in inglese il fenomeno è detto pro-drop, abbreviazione di pronoun dropping). La desinenza del verbo, infatti, è già di per sé sufficiente a indicare chi compie o subisce l'azione espressa dal verbo stesso, ragion per cui il pronome soggetto diventa superfluo:
dormo = io dormo;
mangi = tu mangi;
vede = egli vede.
Vi sono casi particolari, tuttavia, in cui il pronome deve essere espresso. Ciò avviene:
- quando si vuole specificare il maschile o il femminile:
Chi è stato? È stato lui. No, è stata lei;
- quando il verbo presenta la stessa forma per più persone, ad esempio nel congiuntivo presente:
Bisogna che io sappia la novità;
Bisogna che tu sappia la novità;
- quando si vuole dare rilievo al soggetto:
Certo che voi siete proprio una bella compagnia;
- quando si vogliono contrapporre più soggetti:
Io gli sarò padre ed egli mi sarà figlio. (2Sam 7,14[1], trad. CEI 1974)

### Approfondimento
Io, tu, noi, voi sono invariabili per genere.
Io e tu vengono sostituiti da me e te nei seguenti casi:
- nelle esclamazioni formate con un aggettivo qualificativo:
Povero me!
- dopo il verbo essere se svolgono la funzione di parte nominale:
Tu non sei me;
- nei paragoni introdotti da come e quanto:
Marco è alto quanto te;
- ma se il verbo è ripetuto si usano io e tu:
Marco è alto quanto sei alto tu;
- quando accompagnano un participio assoluto:
Sono stato deluso da molte persone, te compreso.

Il pronome di terza persona singolare e plurale presenta forme diverse in concorrenza tra loro:
- lui e lei
si usano nel linguaggio comune parlato e scritto per indicare persone e animali:
Chi è stato? È stato lui;
- egli e ella
si usano nel linguaggio parlato e scritto di registro alto per indicare persone:
Dante è uno dei più importanti poeti italiani. Egli scrisse la Divina Commedia;
- esso e essa
si usano nel linguaggio parlato e scritto di registro alto per indicare animali o cose:
Il leone è un felino. Esso trova il suo habitat preferenziale nelle savane africane;
più raramente,[2] possono riferirsi anche a persona:
È uno scrittore colto e sensibile, ma anch'esso legato a una forma letteraria superata.;
- loro
si usa nel linguaggio comune parlato e scritto per indicare persone o animali:
Loro sono andati al mare;
- essi e esse
si usano nel linguaggio parlato e scritto di registro alto per indicare persone, animali o cose.

## Pronomi personali complemento
I pronomi personali complemento si usano quando nella frase il pronome svolge una funzione diversa da quella di soggetto e cioè:
- complemento oggetto: La (lei) vedrò. – Ti (te) ascolterò.
- complemento di termine: Le (a lei) regalerò delle rose. – Ti (a te) regalo una rosa.
- gli altri complementi indiretti: Vieni con me (c. compagnia) a mangiare un gelato? – Lavoro per lui.

Se ne distinguono due forme:
1. Le forme toniche  o forti (me, te, lui, sé, noi, voi, essi, loro ...), dette così perché hanno un accento proprio e, quindi, assumono particolare rilievo nella frase; possono essere usate per parecchi complementi e vengono collocate generalmente dopo il verbo:
Penso a te;
Cerco loro;
2. Le forme atone o deboli (mi, ti, lo, gli, si, la, ci, loro ...), dette così perché non hanno un accento proprio e per la pronuncia si appoggiano sempre al verbo che le precede (enclitiche) o che le segue (proclitiche):
Verrà a trovarci (enclitica):
Ti dico di sì (proclitica).

Le forme atone, chiamate anche particelle pronominali o pronomi clitici, vengono adoperate esclusivamente per il complemento oggetto (Verrò a trovarti = Verrò a trovare te) o per il complemento di termine (Ti consiglio = consiglio a te).
La scelta tra le forme forti o deboli è relativa alle esigenze espressive:
- se si vuole dare rilievo al pronome si usa la forma forte: Per quella partita hanno scelto me (la forma forte me ha un valore esclusivo: chi parla sottolinea che è stato preferito ad altri);
- se invece si desidera attenuarne la presenza, si usa la forma debole: Mi hanno scelto per quella partita (con la forma debole mi la frase assume un tono puramente informativo: ci si limita a una constatazione).

### Approfondimento
- Sé viene usato quando, in una proposizione, la persona, cui il pronome personale complemento si riferisce, coincide col soggetto della frase:
Gli egoisti pensano solo a sé.
- Esso, essa, essi, esse si usano al posto di lui, lei, loro quando si tratta di animali o cose:
Le mie galline non mi danno uova, eppure dedico a esse tante cure.
Questo zaino è eccezionale; con esso ho effettuato molte escursioni.
- Ci, vi, forme deboli di pronomi personali complemento di prima e seconda persona plurale, equivalgono a: noi, a noi, voi, a voi:
Quel pescatore ci porterà (porterà noi) fino a Panarea.
Ci (a noi) piace la tua cucina.
Vi vedrò (vedrò voi) dopo cena.
Vi (a voi) restituirò le racchette stasera.
  - Queste forme possono avere una funzione avverbiale col significato di: lì, di lì, qua, di qua, là, di là:

Ci (= là) andrò domani.
Il posto gli piaceva e decise di rimanervi (= lì).
- Ne è una forma debole di pronome di terza persona singolare e plurale e significa di lui, di lei, di loro, da lui, da lei, da loro:
Ha un amico a Bologna e ne (= di lui) parla sempre;
  - Può avere funzione avverbiale col significato di: da qui, da lì, di qui, di là:

Ve ne (= di qui) potete andare.

- Mi, ti, ci, vi, si possono essere usati in coppia con gli altri pronomi lo, la, li, le, ne, dando vita a forma come quelle riportate nello schema, in cui il primo pronome assume una forma un po' diversa (mi -> me; ti -> te; ci -> ce...).
In queste sequenze il primo elemento è un complemento di termine, il secondo un complemento oggetto, salvo nel caso di ne, che costituisce di solito un complemento di specificazione:
Me lo disse (a me disse questo).
Te lo rese (a te rese questo).
Ce ne dia dieci (a noi dia dieci di questi).

| me lo | te lo | se lo | ce lo | ve lo |
| me la | te la | se la | ce la | ve la |
| me li | te li | se li | ce li | ve li |
| me le | te le | se le | ce le | ve le |
| me ne | te ne | se ne | ce ne | ve ne |

- - Gli unito con i pronomi personali lo, la, li, le, ne forma un'unica parola: glielo, gliela, glieli, gliele, gliene: Glielo spiegherò di nuovo; Non gliene voglio.
In genere la coppia di pronomi precede il verbo; lo segue quando è all'infinito, al gerundio o all'imperativo e può formare con esso un'unica parola:
Se vuoi il pollo arrosto, vado a comprartelo.
Si è convinto parlandogliene.
Se hai bisogno della spesa, dimmelo.
  - Le forme glielo, gliela, glieli, gliele, gliene si usano anche quando il complemento di termine è femminile:
Non appena la vidi gliene parlai.
  - Nel linguaggio parlato familiare gli (= a lui) tende a sostituire le, il corrispondente pronome femminile:
Ho visto Mara e  gli  ho dato tue notizie – Ho visto Mara e le ho dato tue notizie.
  - Il plurale di gli e le è loro. Quando loro è usato come complemento di termine, può fare a meno della preposizione a, se collocato dopo il verbo:
Ho chiesto loro – Ho chiesto a loro.
  - Nel parlato e spesso anche nello scritto è diffuso l'uso di gli al posto di a loro/a essi:

Mi hanno chiamato e io gli (= a loro) ho risposto.

## Influenze regionali
L'uso del pronome te come soggetto è comune in certi registri della lingua parlata e in certe zone d'Italia, particolarmente in Toscana:
Pensa te a spolverare i mobili.
dove lo standard richiederebbe
Pensa tu a spolverare i mobili.
Tuttavia, te è ormai considerato standard come soggetto quando seguito dalla congiunzione e (come in io e te), anche se il suo uso è stato storicamente osteggiato da diversi commentatori, e molti preferiscono in ogni caso tu ed io; l'opzione io e tu, citata in passato come corretta da alcuni, è da altri ritenuta "non possibile", e "sembra essere scomparsa" secondo la Crusca.
Le espressioni a me mi, a te ti, a lui gli sono considerate sbagliate dai normativisti, che ritengono ridondanti le forme atone mi, ti, gli, ci. Si tratta, tuttavia, di forme comunemente usate nella lingua parlata, le quali possono essere collegate nell'ambito della cosiddetta dislocazione a sinistra, la quale comprende anche forme del tipo «Il giornale l'ho comprato io». La reduplicazione del pronome ha una funzione intensificativa di evidenziazione del soggetto: «A me mi piace» ha il significato di: «è proprio a me che piace, non a qualcun altro». La reduplicazione morfologica è un processo produttivo e trasparente nelle lingue del mondo, compreso in italiano, come avviene ad esempio con la reduplicazione aggettivale: «È un elefante grande grande». In spagnolo, ad esempio, la reduplicazione pronominale è frequente: «a mí me gusta», ma è considerato linguaggio colloquiale: al pari dell'italiano, non è grammaticalmente corretto. Il meccanismo rientra dunque in una categoria ben nota della lingua colloquiale, anche se resta comunemente sconsigliato nella scrittura formale.
È dialettale l'uso del pronome ci (o ce) per dire a lui, a lei, a loro, gli, le:
Ce lo dico io. Ci ho fatto vedere tutto.
Lo standard, per il quale ci significa noi, a noi, richiede:
Glielo dico io. Gli ho fatto vedere tutto.
Ugualmente regionali sono le espressioni diccelo, faccelo, daccelo in casi in cui il significato è diglielo, faglielo, daglielo.
Alcuni impieghi non standard dei pronomi, diffusi nel parlato e nello scritto in tutta Italia, sono stati recentemente inquadrati nella categoria dell'italiano neostandard.

## Pronomi personali riflessivi
I pronomi personali riflessivi indicano che l'azione compiuta dal soggetto "si riflette" sul soggetto stesso:
Marco si veste = Marco veste sé stesso
Leonardo pensa solo a sé = Leonardo pensa solo a sé stesso
I pronomi riflessivi sono:
|            | singolare | plurale       |
| ---------- | --------- | ------------- |
| 1ª persona | mi, me    | ci, noi       |
| 2ª persona | ti, te    | vi, voi       |
| 3ª persona | si, sé    | si, sé (loro) |

Le forme si e sé si usano per la terza persona singolare e plurale:
Marco si lava.
I miei genitori si amano.
Al plurale la forma sé è sostituita da loro quando si tratta di un riflessivo reciproco, generalmente introdotto da tra, in mezzo a, vicino a:
Gli alunni parlano tra loro durante la lezione.
Il pronome personale riflessivo sé è scritto sempre con la e accentata, tranne nel caso quando è seguito da stesso e medesimo, dove molti omettono l'accento.
Per la 1ª e la 2ª persona singolare e plurale, invece, vengono usate le particelle pronominali mi, ti, ci, vi:
Io mi pettino. Tu ti prepari. Noi ci vestiamo. Voi vi lavate.
- Ci, vi e si, certe volte, conferiscono al verbo valore reciproco:

Ci salutiamo = Ci salutiamo a vicenda.
- Alcuni verbi, detti verbi pronominali, sono sempre accompagnati dalle particelle mi, ti, ci, vi, si che, in questo caso, non hanno un valore riflessivo, ma costituiscono parte integrante del verbo.

Sono verbi pronominali: arrabbiarsi, vergognarsi, pentirsi...
Stefano si è pentito della sua scelta.

## I pronomi allocutivi di cortesia
I pronomi personali sono usati in italiano anche per indicare un registro formale con chi si parla, anche se in contrasto col loro significato letterale. Tali pronomi sono detti pronomi allocutivi di cortesia, e spesso si scrivono in maiuscolo. Il più antico sistema, che trae origine dalla Roma imperiale, è il "dare del Voi". Tale sistema, oggi meno usato che in passato, consiste nel rivolgersi all'interlocutore indicandolo con "Voi" piuttosto che con "tu", accordando i verbi alla seconda persona plurale:
Buon giorno signor Carlo, come state? - Bene e Voi?
Per una lunga parte della storia antica, Roma inclusa, non si sentì alcun bisogno di tali registri formali, affidando ai titoli il rispetto ed il livello sociale. Praticamente si dava del tu anche all'imperatore ("Tu, nostro imperatore..."). Dopo il primo uso del "Voi" per l'imperatore, la forma si è estesa come segno di rispetto. Praticamente nessuna lingua o dialetto derivato dal latino ha fatto a meno di tali forme, sebbene contrarie alla logica; ovviamente il fenomeno non si è fermato a questo gruppo di lingue: addirittura l'introduzione del "Voi" da parte dei normanni in Gran Bretagna ha causato il disuso di "thou", ovvero la traduzione letterale di "tu" in inglese. In passato, "thou" significava "tu", ma con l'introduzione del "Voi" di cortesia ("ye" in antico inglese) si passò a considerare irrispettoso rivolgersi con "thou", sebbene la forma sia sopravvissuta in alcune zone, ed oggi, nelle preghiere.
Il sistema oggi più diffuso è quello di "dare del Lei" all'interlocutore, indifferentemente dal suo sesso:
Buon giorno signor Carlo, come sta? - Bene e Lei?
Tale sistema sembra derivare dal Cinquecento. Spesso è considerato strano come sia nato l'uso di un pronome femminile anche per gli uomini (un pronome riservato al genere femminile usato per il maschile già secoli or sono, quando la differenza sociale tra i sessi era molto più sentita di oggi), ma in realtà non sono ancora sparite, e non solo in italiano (ad esempio in polacco: "Jego Wysokość", letteralmente: "Sua Altezza"), le forme femminili di terza persona per riferirsi ad una autorità o persona di prestigio indipendentemente dal sesso. Ci si riferisce o ci si riferiva alla "Sua/Vostra Maestà", "Sua/Vostra Eccellenza", "Sua/Vostra Signoria" e simili, sia ad un uomo che ad una donna; è probabile che il pronome "Ella, Lei" sia stato usato proprio come forma breve per riferirsi a tali onorificenze: "Ella" stava al posto di "Sua Eccellenza". In seguito con il decadimento del pronome "Ella", è rimasto l'uso del "Lei", poi usato anche per persone comuni come nell'italiano moderno.
Infine, si può dare della terza persona utilizzando un titolo:
Il Signore gradisce un caffè?
Dall'altro lato chi parla può darsi del "noi" o ("Noi"). A seconda del contesto, si distingue tra plurale di modestia (pluralis modestiae, generalmente scritto in lettera minuscola) e plurale maiestatico (plurale maiestatis, scritto in lettera maiuscola). Il plurale di modestia viene spesso usato nella lingua scritta per il narratore di un racconto, volendo limitare l'individualità di quanto scritto. Dall'altro lato il plurale maiestatico è una vera e propria dimostrazione del proprio status, e generalmente è usato da papi, sovrani o persone di potere, dato che altrimenti potrebbe essere considerato indice di scarsa umiltà.

### Uso dei diversi sistemi
Come detto, in passato l'uso del "Voi" era molto più diffuso di oggi. Durante il fascismo infatti si è tentato di vietare l'uso del "Lei", scelta ai tempi criticata addirittura da alcuni fascisti; questa scelta ha fatto associare il "Voi" al regime fascista, per cui alla fine del regime si è avuto il declino di tale forma (da alcuni addirittura e ingiustamente considerata di invenzione fascista). Ad esempio Benedetto Croce, che da sempre usava il "Voi", iniziò a dare del "Lei". Comparando le due forme, quella in "Voi" viene percepita come formale ma non indiretta, per cui crea meno distaccamento tra gli interlocutori. Importante anche il fatto che nei dialetti generalmente non si può tradurre la forma in "Lei" (la cui traduzione in molti dialetti è solo letterale: terza persona di genere femminile) mentre è spesso già usata da secoli la forma in "Voi", fatto che contribuisce a mantenere quest'ultima forma anche in italiano.
Attualmente, il "Voi" in Italia è ancora comunemente usato nel meridione, dove lo si usa normalmente, ad esempio, nelle scuole per il dialogo alunno-professore (e quindi in dialoghi in lingua italiana e non in dialetti). Altre differenze tra le diverse zone d'Italia possono essere trovate nell'uso dei pronomi di cortesia. Nell'Italia settentrionale, la recente tendenza è quella di usare largamente il "tu" nel parlato. Questa potrebbe essere una sorta di "reazione psicologica" verso l'uso della seconda persona contro l'uso della terza persona (almeno nel parlato, mentre nello scritto l'assenza dell'interlocutore permette più liberamente il "Lei"), ed infatti è molto limitato nelle zone in cui il "Voi" viene molto usato.
Al di là dei regionalismi e degli usi locali, è sempre corretto utilizzare il “Voi” per rivolgersi ad alti prelati (vescovi, cardinali, pontefice) o a funzionari dello Stato (prefetti, questori, consoli, ambasciatori), dovendosi riferire in terza persona con “Sua Eccellenza”, “Sua Eminenza”, “Sua Santità” e dunque rivolgendosi loro direttamente con gli allocutivi “Vostra Eccellenza”, “Vostra Eminenza”, “Vostra Santità”.